# Стрелеки, Джон
Джон П. Стрелеки (род. 13 сентября 1969) — автор мотивационных книг и создатель концепции «Большой пятёрки для жизни». По состоянию на 2024 год, его книги были переведены на 44 языка и изданы общим тиражом 10 миллионов экземпляров.

## Биография
Родился и вырос в пригороде Чикаго.
В 2002 году Стрелеки написал свою первую книгу «Кафе на краю земли» и издал её самостоятельно, но только после того, как за год было продано более 10 000 экземпляров в 24 странах, он подписал договор с литературным агентом.
Книга попала в списки бестселлеров в Сингапуре, а затем и на Тайване. В 2009 году издана во французской Канаде под названием «Le Why Cafe». ВВ Германии, переведённая как «Das Café am Rande der Welt» и с 2015 года входит в список бестселлеров в своей категории по версии Der Spiegel.